# Pasmem Gór Świętokrzyskich

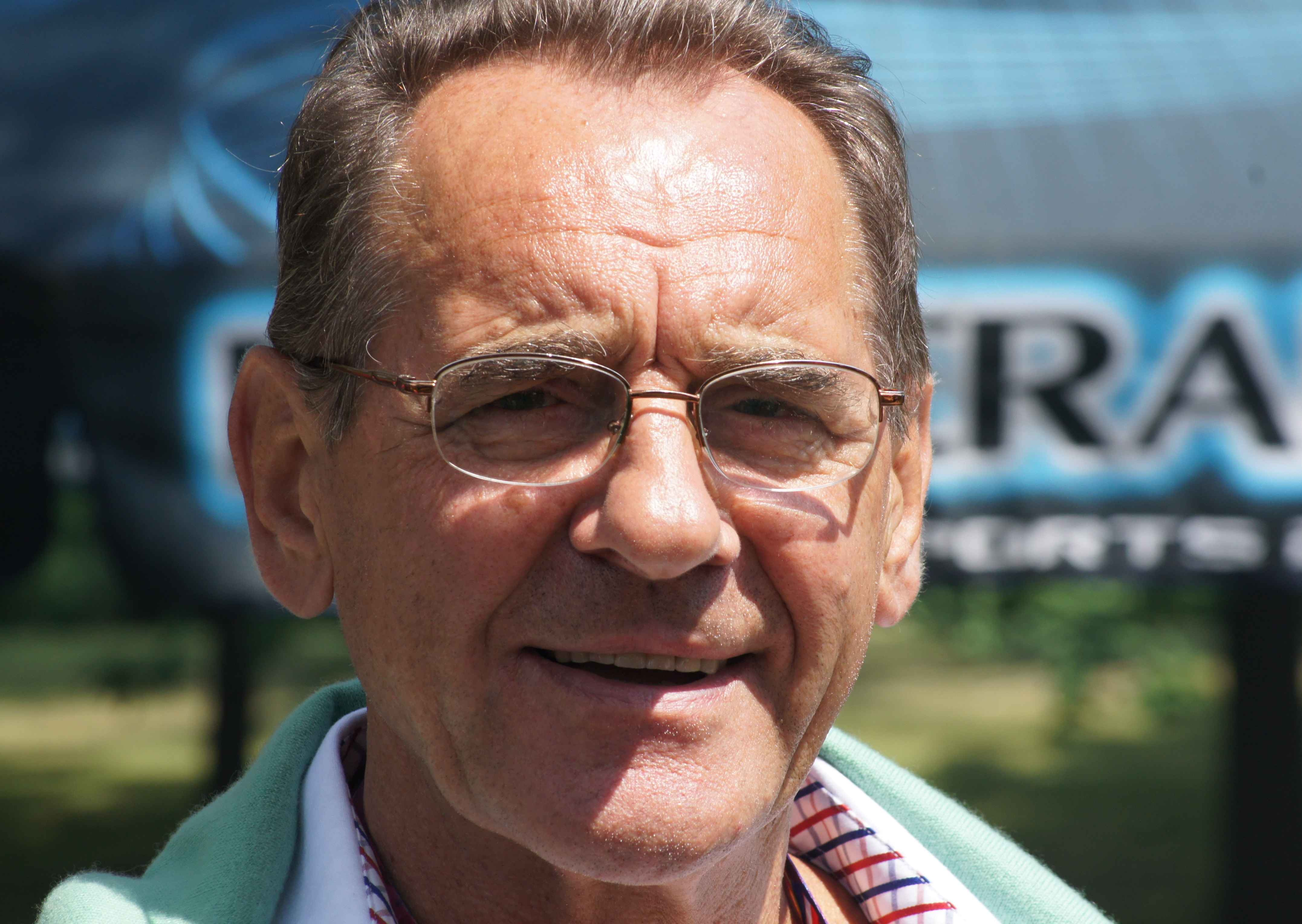
Ryszard Szurkowski zwyciężył w zawodach w 1973 roku

Pasmem Gór Świętokrzyskich – wyścig kolarski organizowany w Górach Świętokrzyskich w latach 1951–1956, 1959–1963, 1967–1985, 1987–1989 i 2002–2003.
Wyścig Pasmem Gór Świętokrzyskich, którego pierwszym zwycięzcą został w 1951 roku Józef Kapiak, przyczynił się do rozwoju i popularyzacji kolarstwa w regionie świętokrzyskim. Dotychczas impreza odbyła się 35 razy, wielokrotnie była jednym z najważniejszych sprawdzianów formy reprezentantów kraju przed występami w międzynarodowych imprezach – mistrzostwach świata i igrzyskach olimpijskich. W zawodach startowało kilka pokoleń kolarzy należących do najlepszych w Polsce, m.in. Stanisław Królak, Ryszard Szurkowski, Stanisław Szozda, Tadeusz Mytnik, Czesław Lang i Zbigniew Piątek.

## Historia wyścigu

### Wyścig jednoetapowy (1951–1972)

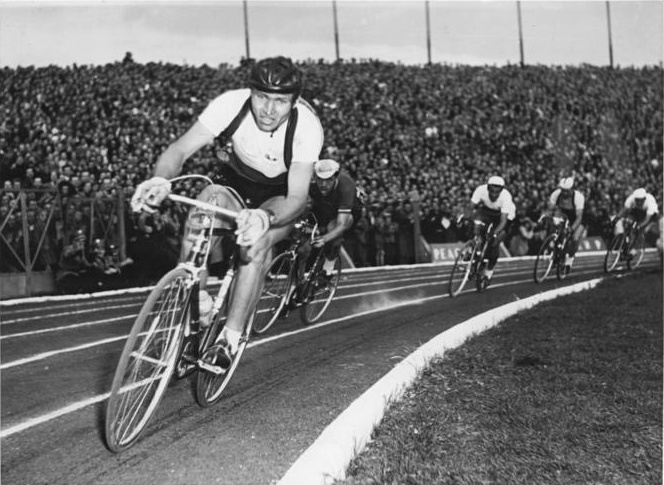
Stanisław Królak wygrał wyścig w 1952 i 1955 roku

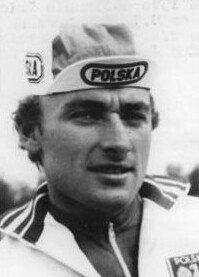
Czesław Lang – zwycięzca z 1977 roku

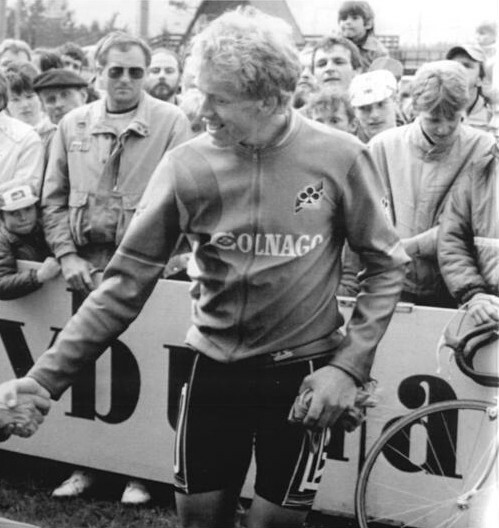
Zenon Jaskuła zajął w 1987 roku drugie miejsce

Pierwszy wyścig, jeszcze pod nazwą Ogólnopolski Świętokrzyski Wyścig Kolarski, został zorganizowany 19 sierpnia 1951 roku. Jego trasa rozpoczynała się w Kielcach, następnie prowadziła m.in. przez Końskie i Skarżysko, zaś meta znajdowała się na kieleckim stadionie położonym przy ul. Ściegiennego. Zwyciężył zawodnik Legii Warszawa Józef Kapiak, który przewagę nad resztą stawki uzyskał w okolicach Zagnańska. Trzy godziny po zawodach szosowych kolarze wystartowali w wyścigu australijskim na stadionie Gwardii Kielce. Imprezę obserwowało z trybun ok. 3 tys. widzów.
W roku następnym zwycięstwo odniósł rozpoczynający karierę Stanisław Królak, który na mecie wyprzedził minimalnie swojego stryjecznego brata Henryka Łasaka. Wyścig ten był zarazem ostatnim w sezonie, zaś trudne warunki pogodowe i źle przygotowany odcinek w pierwszej fazie zawodów spowodowały, że do mety dojechało 17 z 53 kolarzy. Trzy lata później (1955) Królak ponownie wygrał wyścig. W czerwcu 1956 roku po raz kolejny wystąpił w zawodach, lecz tym razem przegrał walkę o zwycięstwo na finiszu z Marianem Więckowskim. W latach 1959–1962 w wyścigu startowali głównie zawodnicy z regionu – w tym okresie dwukrotnie wygrali Franciszek Kosela i Edward Błaszczyk, reprezentujący barwy SHL Kielce. 
W 1963 roku wyścig ponownie nabrał charakteru ogólnopolskiego, a w kolejnych latach zdobył coraz większą renomę. Zawody rozgrywane w Górach Świętokrzyskich stały się jednym z najważniejszych sprawdzianów formy reprezentantów kraju przed występami w międzynarodowych imprezach – mistrzostwach świata i igrzyskach olimpijskich.
W XVII edycji wyścigu, która odbyła się 28 sierpnia 1972 roku, zwycięstwo odniósł reprezentujący barwy Piasta Gliwice Zbigniew Krzeszowiec, choć pięciu następnych zawodników uzyskało ten sam czas co zwycięzca.

### Nowa formuła (1973–1989)
W 1973 roku organizatorzy zmienili nazwę wyścigu – kolarze rozpoczęli rywalizację o Wielką Nagrodę Gór Świętokrzyskich. Ponadto zawody przekształcono w imprezę składającą się z czterech etapów, w tym jazdy indywidualnej na czas i kryterium.
Pierwsze zawody w nowej formule (1973) rozpoczęły się od niespodzianki. W jeździe indywidualnej na czas zwyciężył Mieczysław Klimczyk ze Świtu Wolica, który wyprzedził Ryszarda Szurkowskiego o 44 sekundy. Następne dwa etapy wygrał Szurkowski, natomiast w ostatnim wyprzedził go jedynie Stanisław Szozda. Dzięki tym pozycjom Szurkowski został zwycięzcą całego wyścigu. W nagrodę otrzymał puchar wykonany z ćmielowskiej porcelany.
W 1974 roku interesujący przebieg miał czwarty i zarazem ostatni etap. Kolarze kilkukrotnie zorganizowali udane ucieczki. Decydująca miała miejsce na 88 km, kiedy to na czele znalazło się siedmiu zawodników. Na 120 km dołączyło do nich kolejnych dziesięciu. Na finiszu najlepszy okazał się Andrzej Kaczmarek, drugie miejsce zajął Henryk Woźniak, a trzecie Marian Nawrot, choć ci trzej kolarze uzyskali ten sam czas. W końcowej klasyfikacji zwyciężył Stanisław Boniecki, który drugiego Jana Baćkowskiego wyprzedził o siedem sekund.
W kolejnych latach wyścig wygrywali czołowi polscy kolarze (m.in. Tadeusz Mytnik – 1975, Czesław Lang – 1977, Jan Jankiewicz – 1980). Wówczas impreza składała się z trzech lub czterech etapów, a najbardziej widowiskowym było rozgrywane w Kielcach kryterium. W 1979 roku po raz pierwszy zawodnicy rywalizowali na oddanym do użytku dwa lata wcześniej Torze Kielce, znajdującym się w Miedzianej Górze. Zwycięzcą pierwszego etapu, który odbył się na torze, został Jarosław Grodzki.
W 1981 roku w skład wyścigu wszedł jedynie jeden etap, rozegrany na Torze Kielce (104 km, 25 okrążeń). Trudne warunki atmosferyczne oraz wymagająca trasa sprawiły, że zawody ukończyło 14 kolarzy z 64 zgłoszonych. Wyścig wygrał Zbigniew Szczepkowski, który na finiszu wyprzedził Czesława Langa i Adama Zagajewskiego.
Rok później o wygranej Sławomira Lewandowskiego zadecydował ostatni etap. Pod koniec zawodów przeprowadził on udaną ucieczkę, następnie zaś powiększył jeszcze przewagę, dzięki czemu na mecie w Kielcach finiszował samotnie. Pięciu ścigających go kolarzy pomyliło trasę na ul. Lenina, co spowodowało, że musieli zawrócić i ostatecznie stracili do zwycięzcy niecałą minutę. Prowadzący po wcześniejszych trzech etapach Lechosław Michalak dojechał do mety jeszcze później, przez co nie obronił swojej pozycji w klasyfikacji generalnej – ostatecznie uplasował się na drugiej lokacie. W latach 80. XX wieku w imprezie zwyciężali również m.in. Andrzej Serediuk (1984), Andrzej Mierzejewski (1985 i 1987) i Jacek Bodyk (1989).

### Wznowienie wyścigu (2002–2003)
W 2002 roku, z inicjatywy prezesa Świętokrzyskiego Związku Kolarskiego Mariana Formy, wyścig został reaktywowany. Zwyciężył w nim Zbigniew Piątek, a drugie miejsce zajął Kazimierz Stafiej. Kolarze postanowili nie finiszować, tylko razem wjechać na metę. Sędziowie dostrzegli jednak, że to Piątek był o kilka centymetrów szybszy, więc jemu przypadło zwycięstwo. Rok później, w XXXV edycji wyścigu Pasmem Gór Świętokrzyskich, wygrał Wojciech Pawlak, który na finiszu wyprzedził współtowarzyszy ucieczki (m.in. Łukasza Bodnara).

## Wyniki
| Edycja | Data                 | 1. miejsce                                 | 2. miejsce                           | 3. miejsce                                    | Źródło |
| I      | 19 sierpnia 1951     | Józef Kapiak Legia Warszawa                | Wacław Wójcik Legia Warszawa         | Bolesław Łazarczyk Victoria Częstochowa       | [ 14 ] |
| II     | 12 października 1952 | Stanisław Królak Legia Warszawa            | Henryk Łasak Gwardia Warszawa        | Jerzy Liszkiewicz Gwardia Łódź                | [ 14 ] |
| III    | 2 sierpnia 1953      | Władysław Klabiński Gwardia Warszawa       | Witold Preczyński Społem Łódź        | Wacław Wójcik Legia Warszawa                  | [ 14 ] |
| IV     | 1 sierpnia 1954      | Władysław Klabiński Gwardia Warszawa       | Stanisław Szostak Włókniarz Łódź     | Lech Pijanowski Legia Warszawa                | [ 14 ] |
| V      | 10 lipca 1955        | Stanisław Królak Legia Warszawa            | Tadeusz Waliszewski Legia Warszawa   | Jerzy Jankowski Gwardia Łódź                  | [ 14 ] |
| VI     | 17 czerwca 1956      | Marian Więckowski Legia Warszawa           | Stanisław Królak Legia Warszawa      | Henryk Komuniewski Gwardia Łódź               | [ 14 ] |
| VII    | 13 września 1959     | Franciszek Kosela SHL Kielce               | Ryszard Zapała Piast Chęciny         | Edward Bodzioch SHL Kielce                    | [ 15 ] |
| VIII   | 9 października 1960  | Franciszek Kosela SHL Kielce               | Edward Błaszczyk SHL Kielce          | Mieczysław Mela SHL Kielce                    | [ 15 ] |
| IX     | 17 września 1961     | Edward Błaszczyk SHL Kielce                | Rajmund Zieliński Czarni Radom       | Jerzy Linde Czarni Radom                      | [ 15 ] |
| X      | 16 września 1962     | Edward Błaszczyk SHL Kielce                | Włodzimierz Gwardyś SHL Kielce       | Jan Kuchta Piast Chęciny                      | [ 15 ] |
| XI     | 15 września 1963     | Jan Chtiej Społem Łódź                     | Jan Kudra Społem Łódź                | Józef Beker LZS Wrocław                       | [ 15 ] |
| XII    | 29 maja 1967         | Kazimierz Jasiński Legia Warszawa          | Wojciech Otrembski Budowlani Łódź    | Wojciech Kowalski Włókniarz Łódź              | [ 15 ] |
| XIII   | 30 września 1968     | Marian Forma SHL Kielce                    | Jerzy Kowalczuk Sarmata Warszawa     | Andrzej Imosa LZS Busko                       | [ 15 ] |
| XIV    | 17 sierpnia 1969     | Sławomir Rubin Gwardia Łódź                | Ryszard Polkowski Flota Gdynia       | Andrzej Jakubowski Legia Warszawa             | [ 6 ]  |
| XV     | 24 sierpnia 1970     | Andrzej Jakubowski Bug Wyszków             | Jerzy Linde Społem Łódź              | Szczepan Kaszowski Cracovia                   | [ 6 ]  |
| XVI    | 16 sierpnia 1971     | Kazimierz Jasiński Broń Radom              | Julian Różalski Broń Radom           | Tymoteusz Macyszyn Dolmel Wrocław             | [ 6 ]  |
| XVII   | 28 sierpnia 1972     | Zbigniew Krzeszowiec Piast Gliwice         | Stanisław Demel Polonia Warszawa     | Jarosław Bek Społem Łódź                      | [ 6 ]  |
| XVIII  | 17–19 sierpnia 1973  | Ryszard Szurkowski Dolmel Wrocław          | Stanisław Dymek Wisłoka Dębica       | Zbigniew Bielski Lechia Gdańsk                | [ 6 ]  |
| XIX    | 10–12 sierpnia 1974  | Stanisław Boniecki Agromel Toruń           | Jan Baćkowski Korona Kielce          | Andrzej Pierzyński LZS Pawlikowice            | [ 6 ]  |
| XX     | 20–22 czerwca 1975   | Tadeusz Mytnik Flota Gdynia                | Ryszard Szurkowski Dolmel Wrocław    | Stanisław Szozda Ziemia Opolska               | [ 16 ] |
| XXI    | 1–3 czerwca 1976     | Florian Andrzejewski Wielkopolska Poznań   | Stanisław Kirpsza Gwardia Białystok  | Mieczysław Nowicki Włókniarz Łódź             | [ 16 ] |
| XXII   | 17–19 czerwca 1977   | Czesław Lang Legia Warszawa                | Józef Kołopajło Flota Gdynia         | Tadeusz Mytnik Flota Gdynia                   | [ 16 ] |
| XXIII  | 16–17 czerwca 1978   | Adam Jagła Bobrek Bytom                    | Witold Plutecki Legia Warszawa       | Ryszard Szurkowski Dolmel Wrocław             | [ 16 ] |
| XXIV   | 14–15 czerwca 1979   | Waldemar Okrutnik Moto Jelcz Oława         | Jarosław Grodzki Tramwajarz Łódź     | Józef Pytowski Górnik Sosnowiec               | [ 16 ] |
| XXV    | 22–24 czerwca 1980   | Jan Jankiewicz MRLKS Wrocław               | Tadeusz Wojtas Neptun Gdańsk         | Lechosław Michalak Legia Warszawa             | [ 17 ] |
| XXVI   | 15 sierpnia 1981     | Zbigniew Szczepkowski Legia Warszawa       | Czesław Lang Legia Warszawa          | Adam Zagajewski Legia Warszawa                | [ 17 ] |
| XXVII  | 25–27 czerwca 1982   | Sławomir Lewandowski Legia Warszawa        | Lechosław Michalak Legia Warszawa    | Jan Muzyka Plon Rzeszów                       | [ 17 ] |
| XXVIII | 16–17 lipca 1983     | Sławomir Lewandowski Mazowsze Teresin      | Grzegorz Banaszek Sarmata Warszawa   | Zbigniew Szymański Stomil Poznań              | [ 17 ] |
| XXIX   | 21–22 czerwca 1984   | Andrzej Serediuk Moto Jelcz Oława          | Andrzej Mierzejewski Agromel Toruń   | Józef Szpakowski Victoria Rybnik              | [ 17 ] |
| XXX    | 16–17 czerwca 1985   | Andrzej Mierzejewski Agromel Toruń         | Lech Piasecki Orlęta Gorzów          | Mieczysław Korycki Agrosudety Jelenia Góra    | [ 17 ] |
| XXXI   | 14–16 sierpnia 1987  | Andrzej Mierzejewski Agromel Toruń         | Zenon Jaskuła Orlęta Gorzów          | Andrzej Sypytkowski Krupiński Suszec          | [ 18 ] |
| XXXII  | 1–3 lipca 1988       | Radosław Romanik Górnik Wałbrzych          | Jerzy Chądzyński Chrobry Głogów      | Andrzej Półkośnik Polonez Warszawa            | [ 18 ] |
| XXXIII | 7–9 lipca 1989       | Jacek Bodyk Górnik Polkowice               | Jerzy Woźniak Górnik Polkowice       | Mirosław Kucharski Bobrek Bytom               | [ 18 ] |
| XXXIV  | 22 czerwca 2002      | Zbigniew Piątek Mróz                       | Kazimierz Stafiej Mróz               | Przemysław Mikołajczyk Servisco Koop          | [ 12 ] |
| XXXV   | 20 czerwca 2003      | Wojciech Pawlak Mikomax Browar Staropolski | Przemysław Mikołajczyk Servisco Koop | Jarosław Rębiewski Mikomax Browar Staropolski | [ 13 ] |

## Klasyfikacja

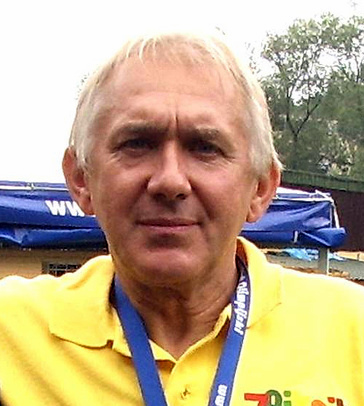
Tadeusz Mytnik dwukrotnie kończył wyścig na podium (1975 i 1977)

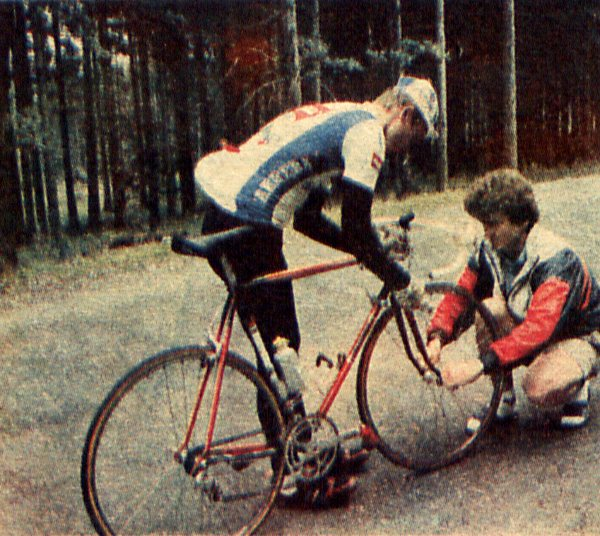
Jacek Bodyk (z lewej) i Zbigniew Piątek odnieśli po jednym zwycięstwie

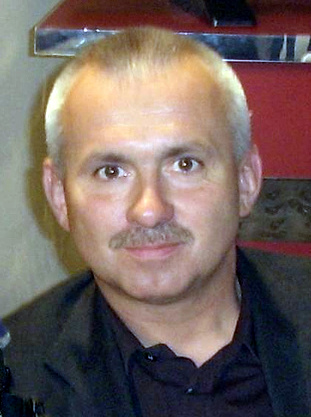
Lech Piasecki zajął w 1985 roku drugie miejsce

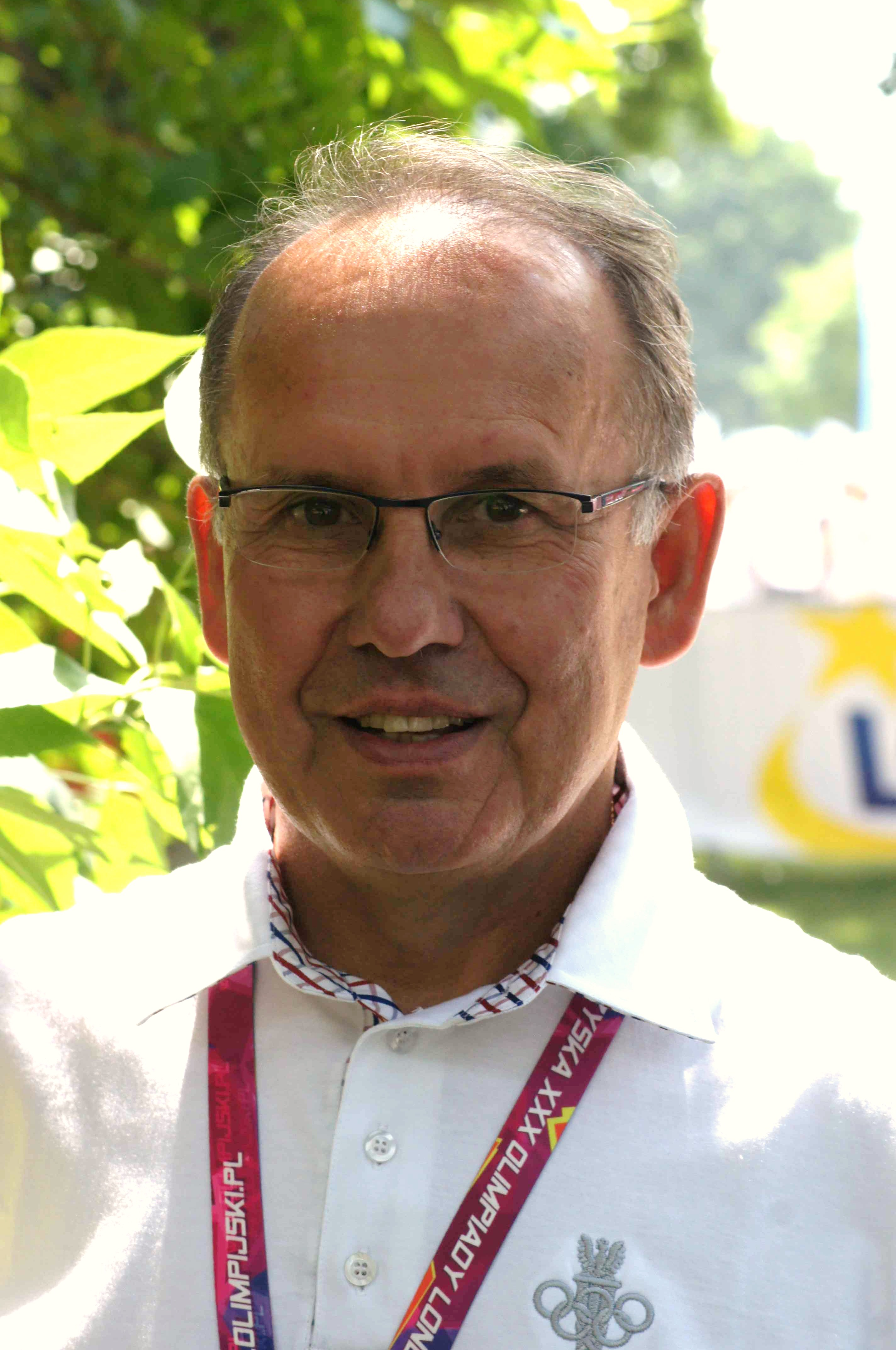
Mieczysław Nowicki stanął na najniższym stopniu podium w 1976 roku

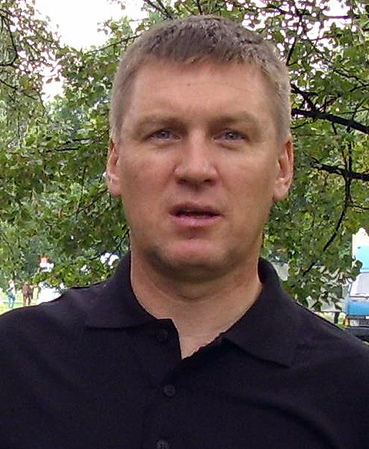
Andrzej Sypytkowski uplasował się w 1987 roku na trzeciej lokacie

| Lp. | Zawodnik               | 1. miejsce | 2. miejsce | 3. miejsce | Razem |
| 1.  | Edward Błaszczyk       | 2          | 1          | 0          | 3     |
| 1.  | Stanisław Królak       | 2          | 1          | 0          | 3     |
| 1.  | Andrzej Mierzejewski   | 2          | 1          | 0          | 3     |
| 4.  | Kazimierz Jasiński     | 2          | 0          | 0          | 2     |
| 4.  | Władysław Klabiński    | 2          | 0          | 0          | 2     |
| 4.  | Franciszek Kosela      | 2          | 0          | 0          | 2     |
| 4.  | Sławomir Lewandowski   | 2          | 0          | 0          | 2     |
| 8.  | Ryszard Szurkowski     | 1          | 1          | 1          | 3     |
| 9.  | Czesław Lang           | 1          | 1          | 0          | 2     |
| 10. | Andrzej Jakubowski     | 1          | 0          | 1          | 2     |
| 10. | Tadeusz Mytnik         | 1          | 0          | 1          | 2     |
| 12. | Florian Andrzejewski   | 1          | 0          | 0          | 1     |
| 12. | Jacek Bodyk            | 1          | 0          | 0          | 1     |
| 12. | Stanisław Boniecki     | 1          | 0          | 0          | 1     |
| 12. | Jan Chtiej             | 1          | 0          | 0          | 1     |
| 12. | Marian Forma           | 1          | 0          | 0          | 1     |
| 12. | Adam Jagła             | 1          | 0          | 0          | 1     |
| 12. | Jan Jankiewicz         | 1          | 0          | 0          | 1     |
| 12. | Józef Kapiak           | 1          | 0          | 0          | 1     |
| 12. | Zbigniew Krzeszowiec   | 1          | 0          | 0          | 1     |
| 12. | Waldemar Okrutnik      | 1          | 0          | 0          | 1     |
| 12. | Wojciech Pawlak        | 1          | 0          | 0          | 1     |
| 12. | Zbigniew Piątek        | 1          | 0          | 0          | 1     |
| 12. | Radosław Romanik       | 1          | 0          | 0          | 1     |
| 12. | Sławomir Rubin         | 1          | 0          | 0          | 1     |
| 12. | Andrzej Serediuk       | 1          | 0          | 0          | 1     |
| 12. | Zbigniew Szczepkowski  | 1          | 0          | 0          | 1     |
| 12. | Marian Więckowski      | 1          | 0          | 0          | 1     |
| 29. | Jerzy Linde            | 0          | 1          | 1          | 2     |
| 29. | Lechosław Michalak     | 0          | 1          | 1          | 2     |
| 29. | Przemysław Mikołajczyk | 0          | 1          | 1          | 2     |
| 29. | Wacław Wójcik          | 0          | 1          | 1          | 2     |
| 33. | Jan Baćkowski          | 0          | 1          | 0          | 1     |
| 33. | Grzegorz Banaszek      | 0          | 1          | 0          | 1     |
| 33. | Jerzy Chądzyński       | 0          | 1          | 0          | 1     |
| 33. | Stanisław Demel        | 0          | 1          | 0          | 1     |
| 33. | Stanisław Dymek        | 0          | 1          | 0          | 1     |
| 33. | Jarosław Grodzki       | 0          | 1          | 0          | 1     |
| 33. | Włodzimierz Gwardyś    | 0          | 1          | 0          | 1     |
| 33. | Zenon Jaskuła          | 0          | 1          | 0          | 1     |
| 33. | Stanisław Kirpsza      | 0          | 1          | 0          | 1     |
| 33. | Józef Kołopajło        | 0          | 1          | 0          | 1     |
| 33. | Jerzy Kowalczuk        | 0          | 1          | 0          | 1     |
| 33. | Jan Kudra              | 0          | 1          | 0          | 1     |
| 33. | Henryk Łasak           | 0          | 1          | 0          | 1     |
| 33. | Wojciech Otrembski     | 0          | 1          | 0          | 1     |
| 33. | Lech Piasecki          | 0          | 1          | 0          | 1     |
| 33. | Witold Plutecki        | 0          | 1          | 0          | 1     |
| 33. | Ryszard Polkowski      | 0          | 1          | 0          | 1     |
| 33. | Witold Preczyński      | 0          | 1          | 0          | 1     |
| 33. | Julian Różalski        | 0          | 1          | 0          | 1     |
| 33. | Kazimierz Stafiej      | 0          | 1          | 0          | 1     |
| 33. | Stanisław Szostak      | 0          | 1          | 0          | 1     |
| 33. | Tadeusz Waliszewski    | 0          | 1          | 0          | 1     |
| 33. | Tadeusz Wojtas         | 0          | 1          | 0          | 1     |
| 33. | Jerzy Woźniak          | 0          | 1          | 0          | 1     |
| 33. | Ryszard Zapała         | 0          | 1          | 0          | 1     |
| 33. | Rajmund Zieliński      | 0          | 1          | 0          | 1     |
| 59. | Jarosław Bek           | 0          | 0          | 1          | 1     |
| 59. | Józef Beker            | 0          | 0          | 1          | 1     |
| 59. | Zbigniew Bielski       | 0          | 0          | 1          | 1     |
| 59. | Edward Bodzioch        | 0          | 0          | 1          | 1     |
| 59. | Andrzej Imosa          | 0          | 0          | 1          | 1     |
| 59. | Jerzy Jankowski        | 0          | 0          | 1          | 1     |
| 59. | Szczepan Kaszowski     | 0          | 0          | 1          | 1     |
| 59. | Henryk Komuniewski     | 0          | 0          | 1          | 1     |
| 59. | Mieczysław Korycki     | 0          | 0          | 1          | 1     |
| 59. | Wojciech Kowalski      | 0          | 0          | 1          | 1     |
| 59. | Mirosław Kucharski     | 0          | 0          | 1          | 1     |
| 59. | Jan Kuchta             | 0          | 0          | 1          | 1     |
| 59. | Jerzy Liszkiewicz      | 0          | 0          | 1          | 1     |
| 59. | Bolesław Łazarczyk     | 0          | 0          | 1          | 1     |
| 59. | Tymoteusz Macyszyn     | 0          | 0          | 1          | 1     |
| 59. | Mieczysław Mela        | 0          | 0          | 1          | 1     |
| 59. | Jan Muzyka             | 0          | 0          | 1          | 1     |
| 59. | Mieczysław Nowicki     | 0          | 0          | 1          | 1     |
| 59. | Andrzej Pierzyński     | 0          | 0          | 1          | 1     |
| 59. | Lech Pijanowski        | 0          | 0          | 1          | 1     |
| 59. | Andrzej Półkośnik      | 0          | 0          | 1          | 1     |
| 59. | Józef Pytowski         | 0          | 0          | 1          | 1     |
| 59. | Jerzy Rębiewski        | 0          | 0          | 1          | 1     |
| 59. | Andrzej Sypytkowski    | 0          | 0          | 1          | 1     |
| 59. | Stanisław Szozda       | 0          | 0          | 1          | 1     |
| 59. | Józef Szpakowski       | 0          | 0          | 1          | 1     |
| 59. | Zbigniew Szymański     | 0          | 0          | 1          | 1     |
| 59. | Adam Zagajewski        | 0          | 0          | 1          | 1     |